# ジョニー・ウィルソン (アイスホッケー)

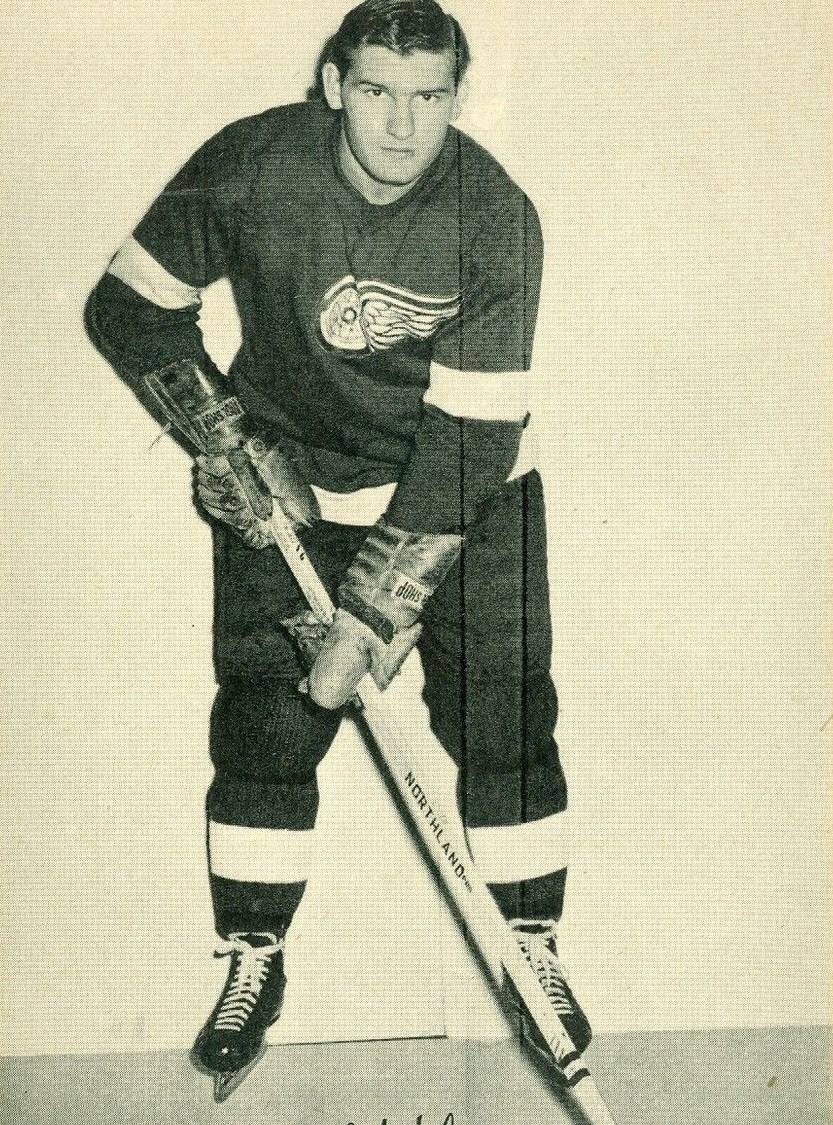
ジョニー・ウィルソン

ジョニー・ウィルソン（1929年6月14日 - 2011年12月27日）は、カナダ連邦オンタリオ州キンカーディン出身のアイスホッケー選手、指導者。現役時代のポジションはフォワード。

## 経歴
NHLのデトロイト・レッドウィングス、シカゴ・ブラックホークス、トロント・メープルリーフス、ニューヨーク・レンジャースで合計668試合に出場し、332ポイントをあげた。その間1950年、1952年、1954年、1955年と4回スタンレー・カップ優勝を味わっている。1952年から1961年にかけて580試合連続出場を果たした。
1962年に現役を引退し、1967-68年より、AHLのスプリングフィールド・キングスのヘッドコーチとなった。1969-1970シーズンにロサンゼルス・キングス、1971-72シーズン途中から1972-1973シーズンにデトロイト・レッドウィングス、1974-75シーズンにはWHAのミシガン・スタッグズ（シーズン中に解散し、ボルチモア・ブレイド）、1975-76シーズンにはクリーブランド・クルセイダーズ、1976-77シーズンにはNHLのコロラド・ロッキーズ、1977-78シーズンから3シーズン、ピッツバーグ・ペンギンズのヘッドコーチを務めた。
2011年12月27日、逝去。82歳没。

## 家族
弟のラリー・ウィルソンもNHL選手であり、デトロイト・レッドウィングスの暫定ヘッドコーチも務めた。ラリーの息子のロン・ウィルソンもNHL選手経験があり、NHLのヘッドコーチを務めている。